# Herodiano
Herodiano (del griego Ἡρωδιανός [Hērodianós], HERODIANVS en latín) (ca. 178-252) fue un funcionario romano de rango menor que escribió una Historia Romana en ocho libros que cubre los años 180 a 238. Denostado durante décadas, modernamente ha sido objeto de una revalorización, considerándoselo totalmente fidedigno y aupándolo hasta alcanzar la categoría de Dion Casio. Originario quizá de Bitinia o Pérgamo, parece que vivió durante un considerable período en Roma y que ocupó algún cargo dentro de la burocracia imperial. Diversas teorías apuntan a que escribió su historia hacia finales del reinado de Filipo el Árabe, rondando la fecha de su muerte por ese período.

## Vida
Sobre la vida de Herodiano se dispone de muy poca información, siendo él mismo quien la suministra en su Historia con datos escasos e imprecisos. Esta Historia abarca un período de 58 años, desde la muerte de Marco Aurelio hasta la entronización de Gordiano III, y refiere hechos que, o bien presenció el historiador, o bien participó directamente en ellos, según él mismo cuenta. Así, si se acepta su testimonio, se puede afirmar que Herodiano estuvo inter vivos entre los años 180-238. Dada esta afirmación, muchos investigadores han pensado que su nacimiento tuvo que ocurrir hacia el 170, lo que se sustenta en el hecho de que Herodiano debía de haber tenido al menos diez años para recordar nítidamente los acontecimientos del 180. Sin embargo, esta teoría ha sido abandonada actualmente por algunos partidarios de no exagerar las palabras del historiador cuando afirma que fue consciente de todo lo que cuenta, apoyándose en un claro argumento: se sabe que Herodiano se encontraba en Roma durante los juegos que organizó el emperador Cómodo, y se defiende que si asistió a estos juegos ya debía vestir la toga viril, pues de lo contrario no hubiera podido presenciarlos. Si esto fuera cierto, significaría que en el año 192 Herodiano tendría al menos 14 años, con lo que su nacimiento no sería muy anterior al 178.

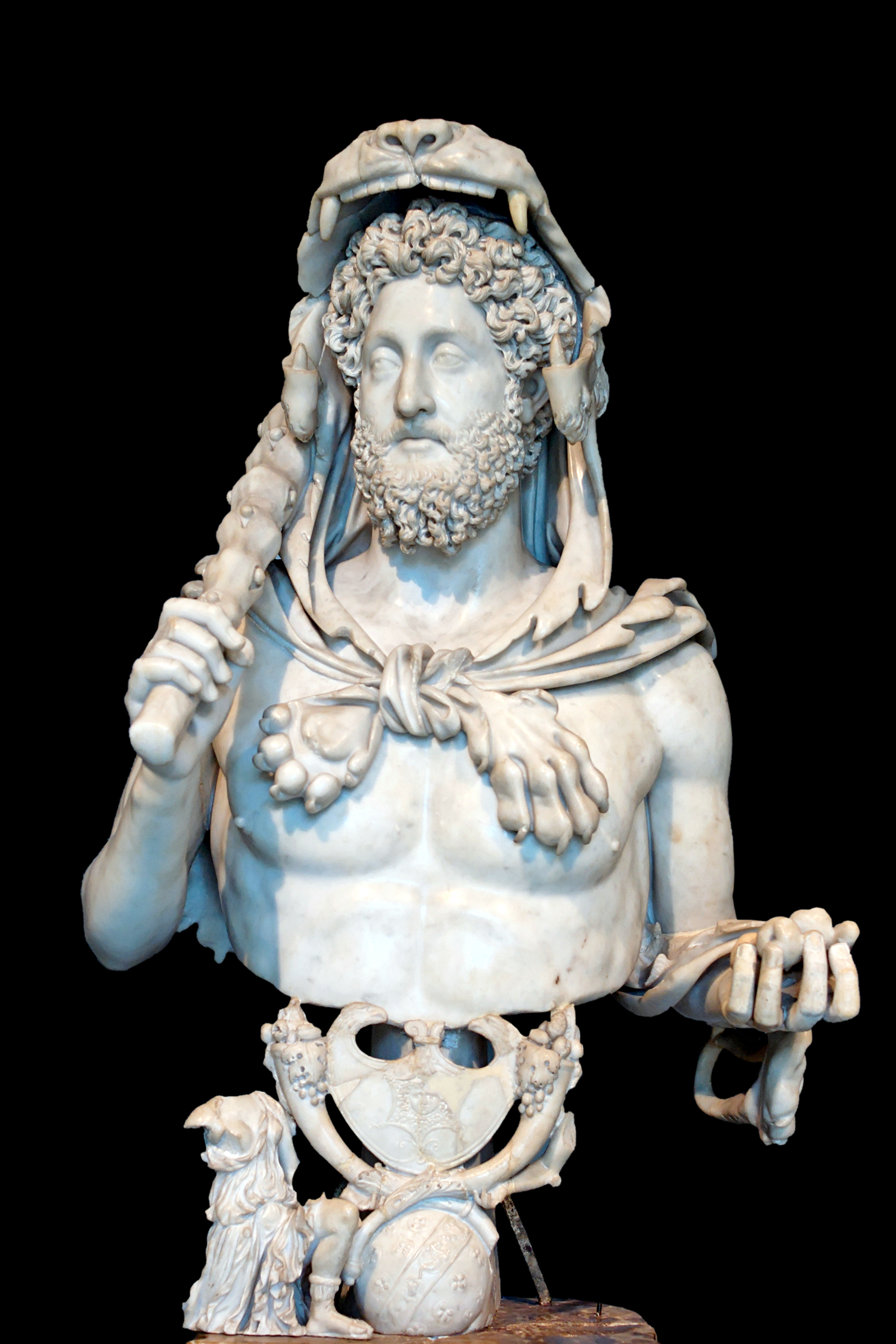
Busto del emperador Cómodo, del que se cree que Herodiano podía ser liberto. Museos Capitolinos, Roma.

En lo relativo a la posición que ocupaba Herodiano en la sociedad, también existen diversas hipótesis, aunque la más extendida es que fuera un esclavo o liberto imperial. De nuevo, todos los argumentos se basan en los datos que él mismo incluye en su obra. Así, en I.2.5 dice:

Yo he escrito una historia sobre los hechos posteriores a la muerte de Marco que vi y escuché durante toda mi vida. Y en algunos de ellos participé directamente en mis puestos de servicio imperial y público.
HERODIANO, Historia del Imperio romano después de Marco Aurelio, I.2.5.

A raíz de esta declaración se han formulado numerosas teorías sobre la carrera de Herodiano, desde que pudo ser un procurador ecuestre o un senador, hasta un esclavo o liberto imperial.
Los autores que creen que pertenecería a la clase senatorial se basan en que Herodiano conocía el senatus consultum tacitum por el cual el Senado nombró emperadores a Pupieno y Balbino, y puesto que este tipo de resoluciones es secreta, el historiador tenía que ser senador para conocerla. Sin embargo, hay quien ha demostrado la inconsistencia de esta hipótesis, ya que, además de que había filtraciones deliberadas de las reuniones del Senado, es improbable que el secreto se mantuviera durante mucho tiempo.  Además, si se comparan los escritos de Dion Casio con los de Herodiano se observa que Dión tiene mucha más experiencia en asuntos senatoriales, ya que él sí que era senador. Hoy en día son muy pocos los que apoyan esta teoría.
Por otra parte, era muy común que los escritores, aun no siendo senadores, contaran con el patronazgo de alguna familia senatorial. Es posible que Herodiano fuera un procurador ecuestre. Así, el término "público" de su cita se referiría al servicio como magistrado municipal en una carrera que lo promocionaría a los puestos de administración imperiales.
La última de las hipótesis propuestas, y la más aceptada actualmente, es que Herodiano disfrutara de una posición social humilde, ya que en sus escritos no deja constancia alguna de poseer experiencia senatorial, jurídica o militar. Se afirma que pudo haber sido un liberto que decidió convertirse en historiador, como Crisero, liberto de Marco Aurelio que escribió una historia que terminaba precisamente en el año 180. Se ha argumentado que el origen servil del historiador puede deducirse de su propia obra:
- Herodiano no tiene una visión política amplia y fija su atención en las intrigas de palacio, algo típico de los historiadores libertos. Igualmente, el conocimiento detallado de esas intrigas supone que era un liberto al servicio del palacio imperial.[13]
- Cassola advirtió una "mentalidad fiscal" propia de libertos en algunos pasajes de la Historia (I.14.2-3; VII.3.4-5; VII.12.6), ya que éstos eran los encargados de las finanzas y de los negocios en Roma.[14]

Lo cierto es que dados los datos que se poseen resulta harto difícil llegar a conclusiones más precisas sobre la vida y posición social de Herodiano.

## Origen
Otro asunto muy debatido es el origen del historiador. Respecto a este asunto, hay que partir del único dato seguro que se conoce: su origen griego u oriental. A esta conclusión se llega por la circunstancia de que su obra está escrita en griego y de que Herodiano es un derivado de un nombre griego: Herodes. Precisamente es en este nombre donde se han centrado muchos investigadores: mientras Ἡρῴδῆς (Hērōdēs) es un nombre muy común en todas las regiones donde se hablaba griego, Ἡρωδιανός (Hērodianós) era menos frecuente. A lo largo de la Historia, entre los que se llaman Herodiano encontramos a ciertos personajes a los que se ha pretendido una relación con el historiador:
- Herodiano de Alejandría, gramático del siglo II, quien viajó a Roma y se puso al servicio de Marco Aurelio. Se ha pretendido ver en él al padre del historiador.[15]
- Un tal Aurelio Herodiano Ptolomeo es también originario de Egipto, fue guardia pretoriano y murió en Roma.[16]
- Tiberio Claudio Herodiano, senador y gobernador de Sicilia por la misma época en que vivió el historiador. Actualmente, se ha descartado la hipótesis de que fuera pariente o incluso el mismo historiador, dado que éste poseía un conocimiento limitado de Sicilia y es poco probable que fuera senador.[17]

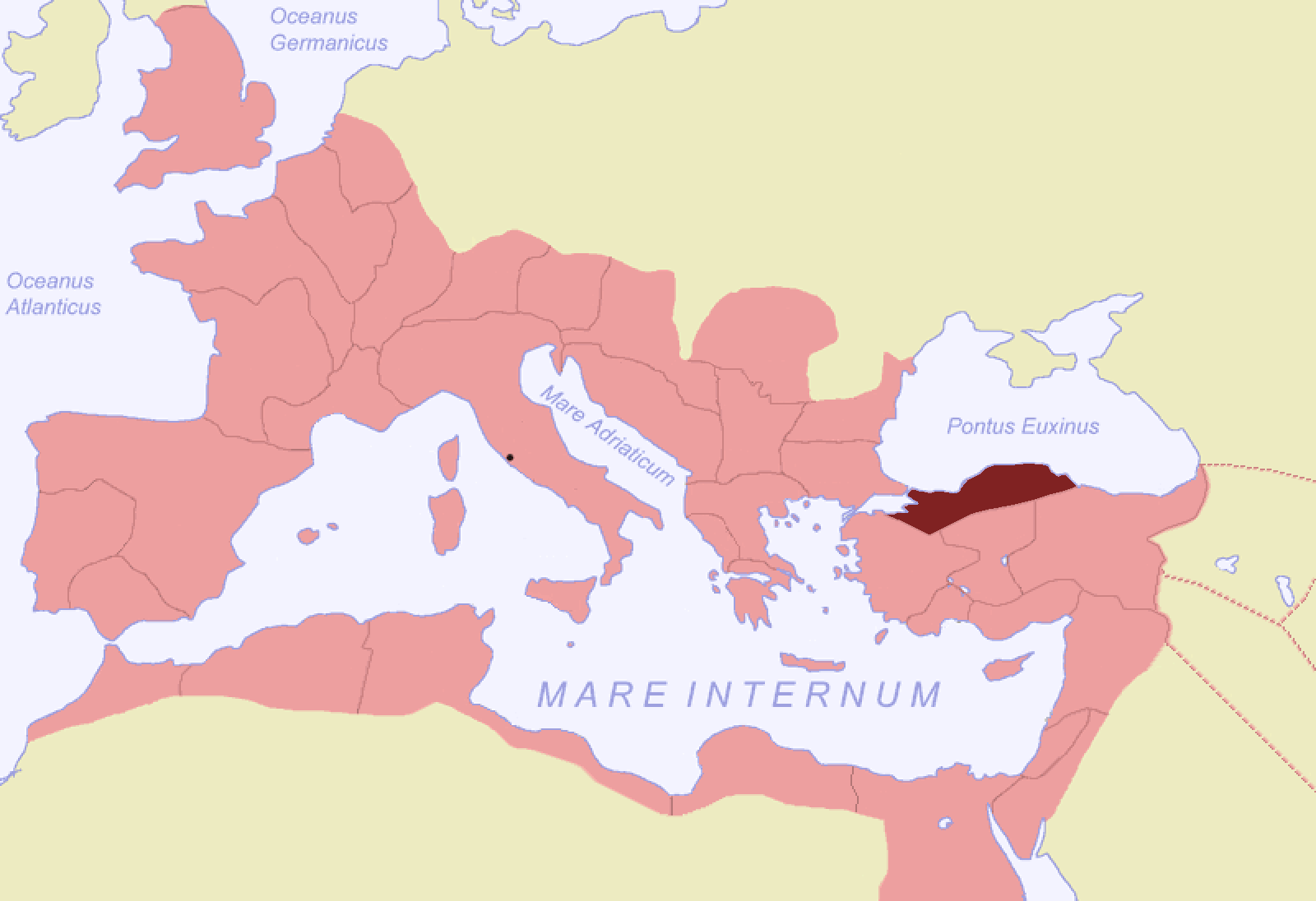
Mapa del Imperio romano durante el año 116. A la derecha se destaca la provincia de Bitinia y Ponto, una de las provincias romanas que más probabilidades tiene de ser la patria de Herodiano.

- En Coloe, Asia Menor, ha sido descubierta una inscripción[18] que en el año 256 grabó Aurelio Herodiano en la tumba de su familia. Debía de ser de edad avanzada, ya que tenía hijos y nietos. Posiblemente, tuviera la misma que el historiador, según afirman los expertos.[19] Esto ha dado pie a una hipótesis que afirma que este Aurelio Herodiano podría ser el historiador si era un liberto de Marco Aurelio o de Cómodo, como apuntan algunas teorías sobre su vida. La zona donde apareció igualmente coincide con la hipótesis más verosímil sobre la patria de Herodiano, la cual dice que el historiador podría ser originario del Ponto, de la provincia de Asia o de Bitinia. Herodiano, cuando habla de los pueblos orientales de allende el Tauro, como sirios, judíos, etc., no parece considerarse parte de ellos,[20] y es innegable el interés que muestra por Asia Menor. Su conocimiento de aquella región es evidente en las descripciones detalladas que sobre ella hace,[21] citando, además, sus ciudades con mayor frecuencia en su Historia que las ciudades de otras regiones.[22]

Si bien la teoría que dice que Herodiano era originario de Asia Menor es la más verosímil, existen otras que lo relacionan con otras regiones, al igual que sucede con su nombre:
- El historiador sería de Egipto, concretamente de Alejandría.[23] Pero el único argumento con el que cuentan los defensores de esta hipótesis es la descripción de la matanza de alejandrinos ordenada por Caracalla, viniéndose abajo cuando los detractores de la teoría observan ciertas imprecisiones del historiador en la descripción de la ciudad.[24]
- Herodiano sería Sirio.[25] Sus defensores argumentan que Herodiano estaba mejor informado sobre Siria que sobre cualquier otro lugar, y que Antioquía, a la cual considera la segunda ciudad del Imperio, fue el escenario de muchos sucesos de la Historia. Sin embargo, se puede argumentar en contra que el interés del historiador por Siria se debe únicamente al importantísimo papel que tuvo en esa época. Además, se ha observado que no es cierto que Herodiano conociera todo sobre la región,[26] ya que hay errores en la cronología y en la geografía de la campaña de Septimio Severo contra los partos (años 197-198) y confunde regiones y reyes limítrofes, cosa difícil en alguien oriundo de esa provincia.

Como sucede con su vida, el origen de Herodiano está igualmente sujeta a discusiones e hipótesis más o menos aceptadas con las que hay que conformarse hasta que aparezcan datos más concluyentes o descubrimientos epigráficos.

## LaHistoriade Herodiano
La Historia del Imperio romano después de Marco Aurelio de Herodiano es una colección de ocho libros que cubre el período desde la muerte de Marco Aurelio en el año 180 d. C. hasta el comienzo del reinado de Gordiano III en 238. Proporciona el relato de uno de los momentos políticamente más conflictivos del Imperio romano. El primer libro describe el reinado de Cómodo (años 180-192), el segundo analiza el año de los cinco emperadores (193), el tercero abarca el reinado de Septimio Severo (194-211), el cuarto analiza el reinado de Geta y Caracalla (211-217), el quinto versa sobre el reinado de Heliogábalo (218-222), el sexto se ocupa del reinado de Alejandro Severo (222-235), el séptimo narra el reinado de Maximino el Tracio 235-238, y en el octavo y último se describe el año de los seis emperadores (238) y el ascenso de Gordiano III.
La fecha de composición de la obra ha sido ampliamente debatida, pero actualmente prevalece la teoría de que Herodiano la escribió a finales del reinado de Filipo el Árabe o a comienzos del de Decio (hacia el año 250). Hay, además, una serie de circunstancias que apoyan esta idea:
- Existen paralelismos en la Historia con la vida de Filipo que se tratan favorablemente, con la intención, seguramente, de halagar al emperador (por ejemplo, y a diferencia de Dión, trata favorablemente a Macrino, quien ascendió al poder de una forma similar a como lo hizo Filipo).[28]
- Durante el reinado de Filipo hubo igualmente una ocasión muy oportuna para que los escritores contaran con el apoyo imperial en la publicación de sus obras: los Juegos Seculares del 248, donde se celebraba el milenario de la fundación de Roma. El anuncio de los juegos en el 247, cuando Filipo volvió de la campaña del Danubio, debió ser la causa por la que Herodiano terminó precipitadamente su obra, según se vislumbra en el estilo apresurado de los últimos libros frente a la elegancia retórica de los primeros.[29]
- Además, frente a la teoría de que Herodiano compuso la Historia durante el reinado de Gordiano III (totalmente desechada hoy) se ha argumentado que debido a las críticas del historiador, la publicación de la obra en ese período hubiera resultado peligrosa para él.[30]

Lo más probable es que escribiera para un público oriental, ya que a menudo explica las diferentes costumbres y creencias romanas, ajenas a los orientales. 

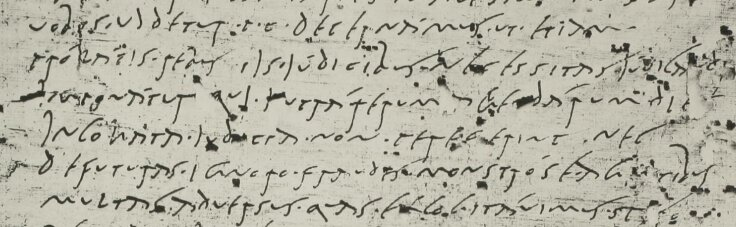
Pedazo de papiro escrito en Escritura cursiva romana con extractos de discursos pronunciados en el Senado.

Herodiano ha sido elogiado y criticado a partes iguales. La primera persona que se conoce que hizo una crítica de la Historia de Herodiano fue el patriarca de Constantinopla, Focio, en el siglo IX. De Herodiano escribió "que no exagera con la hipérbole ni omite nada esencial. En definitiva, en todas las virtudes de la historiografía hay pocos hombres que son sus superiores". Zósimo lo usó como fuente, al igual que Juan de Antioquía, cuando escribió su Crónica. Siglos más tarde, Altheim elogió la visión amplia de su época que tuvo Herodiano, y F. A. Wolf le aclamó por no dejarse llevar por los prejuicios ni la superstición. Sin embargo, no todos los juicios sobre Herodiano son positivos: por ejemplo, Wolf también dijo que Herodiano tenía una deficiencia en la capacidad crítica, y si bien los autores de la Historia Augusta se sirvieron de Herodiano como fuente, también le censuraron por su parcialidad. Además, está constatado que Herodiano no fue la principal fuente de Zósimo. Del mismo modo, parece que Zonaras solo utilizó a Herodiano donde la historia de Dion Casio deja algo que desear.
Herodiano ha sido criticado por la falta de precisión histórica, pero estudios recientes han tendido a revalorizarlo, a legitimar sus comentarios históricos y a poner su Historia, incluso, al mismo nivel que la de Dion pese a los errores que presenta: en el libro segundo, el historiador dice que su intención era presentar "una narración por orden cronológico de las acciones más sobresalientes y logradas" (II.15.7). Debido a esto, a veces se cuentan un gran número de eventos en una sola referencia o dos. Por ejemplo, todos los hechos de la campaña de Caracalla en el norte durante el 213 y 214 se condensan en dos cortas alusiones. Del mismo modo, en una sola referencia suma al invierno en Sirmium todas las batallas de Maximino en el Rin y el Danubio desde 236 a 238. En ocasiones, Herodiano también se queda corto en sus descripciones geográficas: confunde Arabia Escenita con Arabia Felix (III.9.3-9) y afirma que en Issos tuvo lugar la batalla final entre Alejandro Magno y Darío III. Pese a estos errores y omisiones, se le reconoce como un historiador con un notable esfuerzo por ser objetivo y por ofrecer una visión de los hechos que considera decisivos ordenada y clara. Hechos, por otra parte, de los que ha sido testigo y de los que no quedarían apenas testimonios de no ser por su Historia.
En lo que respecta a Dion Casio, tanto él como Herodiano presentan muchos errores en sus historias. Dión es reconocido como el experto cuando se trata del Senado, pero Herodiano aventaja a Dión en su descripción de la reacción de la gente ante los acontecimientos que sucedían en aquella época. El trabajo de Dión no es siempre el más exacto de los dos (presentando una ligera tendencia a ensalzar a Septimio Severo) y se piensa que no debe ser tratado como un texto de mayor categoría que el de Herodiano.